# Akord
Akord (lat. accord) ili suzvuk u glazbenoj teoriji označava istodobno suzvučje triju ili više tonova različite visine, ili odvojeno ako pritom ostavljaju dojam suzvučnosti. Često se jednostavno opisuje kao suzvuk triju ili više tonova, što je pomalo isključivo, jer ne moraju zvučati istovremeno. Ipak, najčešće su to skupine triju ili više tonova različite visine koje se tvore dodavanjem terca na toniku.

## Povijest
Riječ akord dolazi od srednjovjekovne latinske riječi accord. U srednjem vijeku u zapadnjačkoj harmoniji koriste se intervali kvarta, kvinta i oktava. U 15. i 16. stoljeću trozvuci u molu i duru postajali su sve popularniji i uskoro postaju glavni oblik višeglasja (polifonije). Četverotonski septakordi širom su uvedeni u 17. stoljeću. Harmonija mnogih suvremenih popularnih zapadnjačkih žanrova i dalje se zasniva uglavnom na korištenju trozvuka i septakorda, iako je to daleko od opće prakse. Značajne iznimke uključuju moderni jazz (druga polovina XX. st.) u kojima se akordi često sastoje od najmanje pet tonova, a akordi od sedam i povremeno više su uobičajeni. Atonalna i post-tonalna suvremena glazba (uključujući i neke primjere filmske glazbe) čiji akordi mogu biti daleko složeniji, utemeljena je na tako raznovrsnim harmonijskim naćelima da se tradicijski izrazi kao trozvuk tamo rijetko koriste.
Akordi su tako čvrsto utvrđeni u zapadnoj glazbi da istovremeni zvuk dva različita tona, čak i monofonih melodija slušatelji (i glazbenici i neglazbenici) često tumače kao implicirane akorde. Taj psihoakustični fenomen rezultat je stalne izloženosti ustaljenim glazbenim harmonijama, te tako mozak slušatelja popunjava praznine potrebne za građu prikladnih akorda.
Skladatelji mogu iskoristiti ovu tendenciju kako bi iznenadili slušatelje, namjerno izbjegavajući određene definirajuće tonove. Na primjer, skladba može većinom biti skladana u pentatonskoj mol ljestvici, u slušatelja podrazumijevajući eolski modus, prije namjernog prelaska na neuobičajeniju melodijski razvoj (progresiju) ili akord, kao npr. durski VI. koji naznačuje dorski modus, ili sniženi II. za frigijski.

## Građa i imenovanje
Određena obilježja posjeduje svaki akord:
- broj tonova,
- vrste intervala (sekunde, terce ili kvarte),
- preciznu intervalnu građu (durski, molski, povećani ili smanjeni akord),
- ljestvični stupanj osnovnoga tona,
- je li akord u obratu.

### Broj tonova
Jedan način razvrstavanja akorada jest prema broju tonova koji se koriste u njihovoj građi, gdje ton određuje stupanj na kromatskoj ljestvici (tj. određeni ton, kao npr. C, Des, E, Fis itd.) bez obzira na to u kojoj oktavi se pojavljuje. Akordi koji koriste tri tona zovu se trikordi, akordi koji koriste četiri tona tetrakordi, pet tonova pentakordi, a akordi sa šest različitih tonova zovu se heksakordi.

### Funkcije akorada
Svaki stupanj u ljestvici se osim brojevima, može označiti i funkcijom. Temeljne funkcije (glavni stupnjevi u ljestvici) su tonika (T), subdominanta (S), i dominanta (D), koji tvore kadencu. Tako i akordi mogu biti nositelji funkcija, ovisno o stupnju u ljestvici i vrsti.
| Rimski broj | I.     | II.         | III.      | IV.          | V.        | VI.             | VII.   |
| Stupanj     | tonika | supertonika | medijanta | subdominanta | dominanta | donja medijanta | vođica |

Rimski brojevi ponajprije se koriste u glazbenoj teoriji, za razliku od simbola za pop akorde koji se koriste kao vodič sviračima i imaju sasvim drukčije oznake. 

### Vrste intervala u akordima
Napomena: Nazivi tonova (C, D, E itd.) bit će pisani velikim slovima, bez brojeva, jer se mogu odnositi na bilo koju oktavu.

Mnogi akordi mogu se poredati kao niz čije elemente dijele intervali koji su ugrubo iste veličine. Npr. trozvuk C-dura sadrži tonove C, E i G. Ovi tonovi mogu biti poredani u nizu C-E-G u kojemu je prvi interval velika terca (C-E), dok je drugi mala terca (E-G). Svaki akord koji može biti niz tih intervala je tercijarni akord. Akord kao što je C-D-Es sastoji se od niza sekunda (velika i mala) i zove se sekundarni akord. Akord C-F-H, koji se sastoji od čiste kvarte C-F i povećane kvarte (tritonusa) F-H nazivamo kvartalnim akordom. Većina akorada u zapadnjačkoj glazbi su tercijarni akordi.
Nakon podrobnijeg promatranja vidi se da takvo nazivlje može biti neodređeno. Pojmovi "sekunda", "terca", "kvarta" itd. često se razumiju samo relativno u ljestvici jer nije uvijek jasno na koju ljestvicu se odnose. U primjeru pentatonske ljestvice G-A-C-D-F intervali G-C i C-F su terce jer je između njih jedan ton. U odnosu s kromatskom ljestvicom, intervali G-C i C-F su kvarte jer je razmak između njih pet polustepena. Zbog toga bi se akord G-C-F mogao opisati i kao tercijaran i kao kvartaran, ovisno o tome mjere li se intervali prema pentatonskoj ili kromatskoj ljestvici.
Uporaba snizilica i povisilica pregled još više komplicira. Akord HIS-E-AS bilježi se kao niz smanjenih kvarta (HIS-E) i (E-AS). No akord je enharmonijski jednak i zvučno nerazdvojiv od akorda C-E-GIS, koji se sastoji od velikih terca (C-E) i (E-GIS); jer je HIS zvučno jednako C, i AS zvučno potpuno jednako GIS. U notnom zapisu je onda prvi akord kvartarni iako zvuči identično drugom, koji je tercijaran. U nekim okolnostima korisno je govoriti o tome kako se akord zapisuje, a u drugima kako zvuči. Izrazi "tercijarni" i "kvartarni" mogu se koristiti u oba konteksta ali je važno napomenuti na koji se misli.

## Vrste akorada

### Trozvuci (kvintakordi) i vrste kvintakordâ
Vrsta trozvuka određuje precizno razmještanje intervala. Tercijarni trikordi zvani kvintakordi mogu se opisati kao suzvuk od tri tona. Prvi element zove se temeljni ton akorda, drugi je njegova terca, a treći kvinta. Opisuje ih se kako slijedi:

| Ime akorda          | Intervali    | Intervali       | Primjer  | Simbol           |
| ------------------- | ------------ | --------------- | -------- | ---------------- |
| Durski kvintakord   | velika terca | čista kvinta    | C-E-G    | C, CM, Cma, Cmaj |
| Molski kvintakord   | mala terca   | čista kvinta    | C-Es-G   | Cm, Cmi, Cmin    |
| Povećani kvintakord | velika terca | povećana kvinta | C-E-Gis  | C+, C+, Caug     |
| Smanjeni kvintakord | mala terca   | smanjena kvinta | C-Es-Ges | Cm(♭5), Cº, Cdim |

Kao primjer uzmimo C-dur ljestvicu koja se sastoji od tonova C, D, E, F, G, A, H i C. To je osnovna i najjednostavnija ljestvica.
Trozvuk C-dura tvori se od osnovnog tona C, trećeg tona u ljestvici E, i petog G.
Koristeći istu ljestvicu može se načiniti mol akord uspomoć tona D kao osnovnog: D-F-A.
Pogled na klavijaturu otkriva četiri polustepena između osnovnog tona i trećeg tona akorda C-dura, ali samo tri polustepena između osnovnog tona D i njegovog trećeg tona (dok su vanjski tonovi još uvijek udaljeni za čistu kvintu). Tako je trozvuk na tonu C durski kvintakord, a na tonu D molski kvintakord.

Iz gornje tablice vidimo da se durski kvintakordi sastoje od osnovnog tona, velike terce i čiste kvinte, dok se molski kvintakordi sastoje od osnovnog tona, male terce i čiste kvinte. Dakle jedina razlika je u srednjem tonu, ovdje terci. Upravo to smo vidjeli na primjeru kvintakorda na tonovima C i D (C-E je razmak od četiri polustepena, a D-F od tri polustepena) - u velikoj terci nalaze se četiri polustepena (ili dva stepena), a u maloj terci tri polustepena (jedan i pol stepen).

Trozvuk se može napraviti iz bilo kojeg tona na C-dur ljestvici, i oni će biti ili durski ili molski, osim akorda kojemu je osnovni ton H (posljednja tipka prije tona C) čiji tonovi tvore smanjeni kvintakord.

### Mnogostranost kvintakordâ
Akord se može izgraditi na svakom stupnju bilo koje ljestvice. U klasičnoj durskoj i molskoj ljestvici ima sedam tonova, tako da u tim ljestvicama možemo izgraditi sedam akorada.
Npr. prvi stupanj C-dur ljestvice je ton C, kvintakord koji je na njemu izgrađen glasi C-E-G, po vrsti je durski i bit će označen rimskim brojem I. Kvintakord na drugom stupnju glasi D-F-A, po vrsti je molski i označava se s II. itd.
Tako se u durskoj ljestvici durski kvintakordi nalaze na I., IV. i V. stupnju; molski na II., III. i VI. stupnju, a na VII. stupnju je smanjeni kvintakord.
U prirodnom molu su molski kvintakordi na: I., IV. i V. stupnju; durski na III., VI. i VII., a smanjeni je na II. stupnju.
U harmonijskom molu su molski kvintakordi na I. i IV., durski na V. i VI., smanjeni na II. i VII., te povećani na III. stupnju.
U melodijskom molu, molski kvintakordi su na I. i II., durski na IV. i V., smanjeni na VI. i VII. i povećani na III. stupnju.

### Obrati kvintakordâ
Kada se basov (donji, dublji) ton nekog akorda prebaci za oktavu gore, nastaje obrat akorda.
Broj obrata koje akord može imati za jedan je manji od broja tonova koje sadrži. Trozvuci npr., jer se sastoje od tri tona, mogu imati tri položaja od kojih je jedan temeljni (kvintakord) i dva obrata:
- Osnovni položaj: Basov ton i temeljni ton su jednaki, a iznad njega su terca i kvinta. Oznaka je 5/3.
- Prvi obrat sekstakord: Terca je u basu, a iznad njega su kvinta i osnovni ton. Ovo stvara interval sekstu i iznad nje tercu, tako da se bilježi sa '6/3'. To se obično skraćuje na '6' jer je seksta karakteristična za tu inverziju, ali se uvijek podrazumijeva '6/3'.
- Drugi obrat kvartsekstakord: Kvinta je u basu, iznad nje su osnovni ton i terca. Ovo stvara intervale sekstu i kvartu iznad basa i bilježi se sa '6/4'. Drugi obrat je najnestabilniji obrat kvintakorda.

### Sekstakordi
Sekstakordi su akordi kojima vrstu određuje vrsta sekste. Od svake vrste kvintakorda se može napraviti sekstakord:

1. Durski sekstakord, oznaka D6
Ovaj sekstakord se sastoji od basovog tona, male terce i čiste kvarte, a razmak između basovog i gornjeg tona je mala seksta. Npr. tonovi E-G-C
2. Molski sekstakord, oznaka M6
Gradi se od basovog tona, velike terce i čiste kvarte. Razmak između basovog tona i gornjeg tona je velika seksta. Primjer: ES-G-C
3. Smanjeni sekstakord, oznaka Sm6
Gradi se od basovog tona, male terce i povećane kvarte. Razmak između basovog tona i gornjeg tona je velika seksta. Primjer ES-GES-C
4. Povećani sekstakord, oznaka Pov6
Pod njim se ne misli na prvi obrat povećanog kvintakorda, jer mu je po zvučnosti identičan (gradi se od velike terce i smanjene kvarte, koja je po enharmonijski ekvivalent velikoj terci. Tako da ima istu građu kao i kvintakord). Ista je situacija s njim i u drugom obratu (6/4). Pod povećanim sekstakordom se misli na alterirani akord, koji se sastoji od velike terce i povećane sekste (primjer: c-e-ais). Povećana seksta općenito se smatra disonantnim intervalom koji se rješava tako da se oba tona pomiču van prema oktavi. U slučaju da se ovom sekstakordu doda određeni ton, nastaju tzv. alterirani akordi koji imaju oblik nekog od obrata septakorda. Ovdje su prikazani pravi alterirani akordi (u C-duru):
- Povećani sekstakord (talijanski povećani sekstakord): AS-C-FIS
- Povećani terckvartakord (francuski povećani sekstakord): AS-C-D-FIS
- Povećani kvintsekstakord (njemački povećani sekstakord): AS-C-ES-FIS

Povećani sekstakord sadrži neke osebujnosti. Budući da nisu utemeljeni na trozvucima kao septakordi i drugi sekstakordi, općenito se drži da ne sadrže osnovni ton (pa tako ni obrate), iako je jedan obrat moguć (sa sekstom u obratu kako bi se stvorila smanjena terca).

5. Napuljski sekstakord
Ovaj akord je durski trozvuk koji kao osnovni ton sadrži sniženu supertoniku. Akord se naziva sekstakordom jer se gotovo uvijek sreće u svojem prvom obratu, iako bi tehnički ispravnom analizom trebao biti označen rimskim ♭II, općenito ga se bilježi simbolom N6. U C-duru, akord sadrži tonove DES-F-AS.
Budući da sadrži snižene tonove, ovaj akord je često sredstvo modulacije. Može se pojaviti i u duru i u molu.

### Kvartsekstakordi
Kvartsekstakord je drugi obrat kvintakorda. Ovo je nesamostalni akord, jer mu je basov ton V. stupanj, a kao obrat ima drugu funkciju. Zato se u harmoniji upotrebljava kao nesamostalni akord. Kao i kod sekstakordâ, tako i kvartsekstakordi mogu biti obrati svih četiriju vrstâ kvintakordâ.
1. Durski kvartsekstakord, oznaka D6/4
Sastoji se od basovog tona, čiste kvarte i velike terce. Razmak između basovog i gornjeg tona je velika seksta. Primjer: G-C-E
2. Molski kvartsekstakord, oznaka M6/4
Sastoji se od basovog tona, čiste kvarte i male terce. Razmak između basovog i gornjeg tona je mala seksta. (G-C-ES)
3. Smanjeni kvartsekstakord, oznaka Sm6/4
Sastoji se od basovog tona, povećane kvarte i male terce. Razmak između basovog i gornjeg tona je velika seksta. Ovaj akord se vrlo rijetko upotrebaljava. (GES-C-ES)
4.  Povećani kvartsekstakord oznaka Pov6/4
Sastoji se od basovog tona, smanjene kvarte i velike terce. Razmak između basovog i gornjeg tona je mala seksta. S ovim akordom je ista situacija kao i s povećanim sekstakordom. On je enharmonijski jednak jednom drugom povećanom kvintakordu. (GIS-C-E jednak je AS-C-E)

### Septakordi
Septakordi se mogu smatrati idućim prirodnim korakom u stvaranju tercijarnih akorda nakon trozvuka. Septakordi se grade dodavanjem četvrtog tona kvintakordu, za tercu više od kvinte akorda. Ovo stvara septimu iznad osnovnog tona akorda. Postoje različiti septakordi, što ovisi o vrsti trozvuka koji ga čini i septimi koja je dodana.
Pet uobičajenih vrsta septakorda imaju standardne simbole, npr.: D-7, Dm7, i Dm7 (sve predstavljaju isti akord). Zadnja tri akorda se često koriste u jazzu.
| Naziv akorda            | Sastavni tonovi (Akord i interval) | Sastavni tonovi (Akord i interval) | Simbol                                  |
| ----------------------- | ---------------------------------- | ---------------------------------- | --------------------------------------- |
| Veliki durski septakord | durski kvintakord                  | velika septima                     | CMaj7, CMA7, CM7, CΔ, Cj7               |
| Dominantni septakord    | durski kvintakord                  | mala septima                       | C7, C7                                  |
| Mali molski septakord   | molski kvintakord                  | mala septima                       | Cm7, C-7, C-7                           |
| Veliki molski septakord | molski kvintakord                  | velika septima                     | Cm(Maj7), C-(j7), Cm#7                  |
| Smanjeni septakord      | smanjeni kvintakord                | smanjena septima                   | Co, Cdim7                               |
| Polusmanjeni septakord  | smanjeni kvintakord                | mala septima                       | Cø, Cm7♭5, C-7(♭5)                      |
| Povećani septakord      | povećani kvintakord                | velika septima                     | C+(Maj7), C+MA7, CMaj7+5, CMaj7#5, C+j7 |

Najviše upotrebljavan je dominantni septakord D7 (u C-duru: G-H-D-F), koji se nalazi na V. stupnju dijatonske ljestvice. On je vrlo uvjerljivi predstavnik dominantne funkcije.

### Obrati septakordâ
Obrati septakordâ nastaju kao i obrati kvintakorada: basov ton se prebaci za oktavu više. Prvi obrat septakorda se zove kvintsekstakord i obilježava se sa 6/5 (H-D-F-G), drugi obrat je terckvartakord (D-F-G-H), obilježava se s 4/3, i posljednji obrat je sekundakord (F-G-H-D), koji se obilježava s 2.

### Prošireni akordi
Prošireni akordi su u osnovi trozvuci čiji su tonovi prošireni, ili trozvuci s dodanim tonovima iza septime. Tako su nonakordi, undecimakordi, tredecimakordi prošireni akordi. Nakon tredecime, bilo koji dodatan ton ponavlja ton koji se već u akordu nalazi, tako da ne postoje kvintadecimakordi, septadecimakordi itd.
Za dodavanje jednog tona trozvuku koriste se ekvivalentni intervali. Budući da oktava sadrži sedam različitih tonova, oni su sljedeći:
| Ime akorda               | Sastavni tonovi (Akord i interval)                   | Sastavni tonovi (Akord i interval) | Sastavni tonovi (Akord i interval) | Simbol    |
| ------------------------ | ---------------------------------------------------- | ---------------------------------- | ---------------------------------- | --------- |
| Dodatna nona             | durski trozvuk                                       | nona                               | -                                  | C2, Cadd9 |
| Dur kvartakord           | durski kvintakord                                    | čista kvarta                       | -                                  | C4        |
| Dur sekstakord           | durski kvintakord                                    | seksta                             | -                                  | C6        |
| 6/9                      | durski kvintakord                                    | seksta                             | nona                               | C6/9      |
| Dominantni nonakord      | dominantni septakord                                 | velika nona                        | -                                  | C9        |
| Dominantni undecimakord  | dominantni septakord (terca se obično izostavlja)    | velika nona                        | čista undecima                     | C11       |
| Dominantni tredecimakord | dominantni septakord (undecima se obično izostavlja) | velika nona                        | čista undecima, čista tredecima    | C13       |

Drugi prošireni akordi slijede gore navedenu logiku.
Tako su Maj9, Maj11 i Maj13 akordi prošireni dominantni akordi prikazani u tablici, s velikim septimama umjesto dominantnih. Slično, m9, m11 i m13 imaju male septime.
Prošireni akordi koji se sastoje od trozvuka mogu imati varijacije. Tako su madd9, m4 i m6 molski trozvuci s proširenim tonovima.

### Kromatske alteracije
Iako se terce i septime akorda uvijek određuju po gore prikazanim simbolima, kvinta kao i prošireni intervali nona, undecima i tredecima, mogu biti izmijenjeni uporabom alteracije koje su prikazane zajedno s dotičnim tonom koji se povišava ili snižava. Ovi akordi su zapravo varijante njihovih temeljnih oblika i upotrebljavaju se u jazz i modernoj glazbi.
Alternacija se najčešće koristi zajedno s akordima dominantne funkcije. Npr.:
| Ime akorda                             | Sastavni tonovi      | Sastavni tonovi   | Simbol'      |
| -------------------------------------- | -------------------- | ----------------- | ------------ |
| Septakord s povećanom kvintom          | dominantni septakord | povećana kvinta   | C7+5, C7♯5   |
| Nonakord sa sniženom nonom             | dominantni septakord | mala nona         | C7-9, C7♭9   |
| Undecimakord s povećanom undecimom     | dominantni septakord | povećana undecima | C7+11, C7♯11 |
| Tercdecimakord sa sniženom tercdecimom | dominantni septakord | mala tercdecima   | C7-13, C7♭13 |

"Alterirani" dominantni nonakordi (C7alt) imaju sniženu ili povišenu nonu, te umanjenu ili uvećanu kvintu. Neki ovo bilježe kao C7+9, što također pretpostavlja sniženu nonu, umanjenu i uvećanu kvintu. Kada se koriste brojevi u eksponentu, različiti brojevi mogu biti popisani (kako je pokazano) vodoravno ili okomito.

### Suspendirani akordi
Suspendirani akord ili "sus akord" se koristi u anglo-američkoj teoriji glazbe. U hrvatskoj glazbeno-teoretskoj praksi su objedinjeni zajedno sa zaostajalicama i ne koriste se kao posebni tipovi akorada. Kod nas se njihovo znakovlje koristi samo u zabavnoj i jazz glazbi.
Sus akord je akord u kojemu je terca premještena bilo disonantnim susjednim tonovima koji s osnovnim tonom tvore intervale veliku sekundu ili češće čistu kvartu. To daje dva zasebna tipa akorda: suspendiranu (zaostajaličnu) sekundu (sus2) i suspendiranu (zaostajaličnu) kvartu (sus4). Npr. akordi Csus2 i Csus4 sastoje se prvi od tonova C-D-G, a drugi od C F G. Proširene verzije su također moguće kao što je npr. septakord sa zaostajaličnom kvartom u kojemu je osnovni ton C, a sadrži tonove C-F-G-B, a bilježi se oznakom C7sus4.

U jazz teoriji kasnijeg i modalnog jazza skladbi i improvizacija, suspendirani septakordi često se koriste na netradicionalan način. U tim kontekstima oni često ne funkcioniraju kao kvintakordi i ne razrješuju kvartu na tercu. Nedostatak tog razrješenja daje akordu svojstvo neodređenosti i statičnosti. Terca se često svira kao najviši ton akorda što u jazz teoriji ne pobija vrstu akorda kao suspendiranog.

### Polikordi
Polikordi se sastoje od dva ili više akorda koji se nalaze jedan iznad drugog.

### Nepotpuni akordi
Nepotpuni akordi sastoje se od osnovnog tona, čiste kvinte i ponekad oktave. Budući da akord ne sadrži tercu, nema svojstva dur ili mol akorda. Upotrebljavani su kroz cijelu povijest glazbe, a vrlo često u razdoblju renesanse. U ozbiljnoj glazbi je poznati završetak stavka Kyrie iz Mozartovog Requiema koje završava upravo nepotpunim akordom. U popularnoj se glazbi sviraju na električnoj gitari i vrlo se učestalo koriste u rock glazbi, pogotovo u heavy metalu i punk rocku, zajedno s mnogo distorzije. Budući da distorzija zvuka dodaje puno harmonijskog sadržaja boji tona električne gitare, čisti intervali jedini su koji mogu biti jasno artikulirani i percipirani na visokim stupnjevima distorzije - čak i dodavanje terce tada može uzrokovati disonantnost. Fredrik Thordendal i Mårten Hagström iz švedske metal skupine Meshuggah dodaju još jednu kvintu zbog čega oni zvuče još agresivnije.

### Akordi za gitaru i u pop glazbi
Za sve akorde u popularnoj glazbi pretpostavlja se da su u osnovnoj poziciji u kojoj je bas ton također i osnovni. Za indikaciju bas tona koristi se kosa crta kao npr. C/E što označava C-dur akord kojemu je bas ton E. Ako je bas ton dio akorda, rezultat je invertirani akord. 
U popularnoj glazbi akordi se bilježe skraćeno, koristeći slova, brojeve i druge simbole koji se obično nalaze iznad teksta glazbe ili crtovlja. Iako se oni ponekad koriste i u klasičnoj glazbi, najčešći su u pojednostavljenim notnim zapisima za popularnu glazbu i jazz.

## Istovremenost
Akord je jedina harmonijska funkcija skupine tonova i nije neophodno da svi zvuče istovremeno. Npr. razloženi akordi i arpeggia načini su sviranja u nizu, koji također tvore akorde. Jedan od najpoznatijih razloženih akorda je Albertijev bas.
Budući da istovremenost u akordima nije potrebna, bilo je akademskih rasprava o točki pri kojoj skupina tonova postaju akordi. Jean-Jacques Nattiez objašnjava kako "možemo sresti 'čiste akorde' u glazbenom djelu, kao u dijelovima Slika s izložbe Modesta Musorgskog pod nazivom Šetnja (Promenada).
No, "često moramo od jasnog prezentiranog tekstualnog akorda poći prema apstraktnijem prikazu akorda koji se koriste" kao u Debussyjevoj Première Arabesque. Akordi na donjem crtovlju apstrahirani su od tonova koji se pojavljuju u djelu, koji su prikazani u prvom crtovlju. "Da bi se zvučna konfiguracija prepoznala kao akord, mora imati određeno trajanje."
Goldman (1965., str.26) elaborira: "osjećaj harmonijskog odnosa, promjene ili efekta ovisi o brzini (ili tempu) kao i o relativnom trajanju pojedinih tonova ili trozvučnih jedinica. I apsolutno vrijeme (mjerljiva dužina i brzina) i relativno vrijeme (proporcija i podjela) moraju uvijek biti uzete u obzir u harmonijskom promišljanju ili analizi.

## Vanjske poveznice
- chordlist.brian-schroeder.de/ zbirka akorada za 9 žičanih instrumenata
- gootar.com stranica o akordima